# Euphyia aguada
Euphyia aguada är en fjärilsart som beskrevs av Paul Dognin 1893. Euphyia aguada ingår i släktet Euphyia och familjen mätare. Inga underarter finns listade i Catalogue of Life.